# 2023年波蘭公投
2023年波蘭公投於10月15日舉行，同日亦舉行議會選舉。 
該公投在8月時由政府提出，針對國營企業私有化、提高退休年齡、接納移民、拆除波蘭與白俄羅斯的邊境圍牆等議題進行表決。 公投遭到在野黨的抵制，故投票率僅40% ，但同日舉行的議會選舉投票率超過70% 。由於投票率未達50%之通過門檻，故四項議題皆未通過。

## 公投提案
四案公投詳細題目如下：
1. 你是否支持将国有资产出售给外国实体，从而导致波兰人失去对战略经济部门的控制？
2. 你是否支持提高退休年齡，包括將男性和女性的退休年齡恢復到67歲？
3. 你支持拆除波兰和白俄罗斯邊境的圍牆嗎？（ 波蘭語：Czy popierasz likwidację bariery na granicy Rzeczypospolitej Polskiej z Republiką Białorusi?）
4. 您是否支持依歐盟要求強制接纳數千名來自中東和非洲的非法移民？ 

上述提案遭到反對黨和評論員的批評，被認為是針對反對黨公民綱領黨魁，前總理唐納德·圖斯克。執政的法律與公正被指控煽动反移民情绪，以提高選舉當日的投票率。且公投相關法令在提案前修改，
法律與正義黨在公投宣布前不久修法公投相關法令，允許公投與國會選舉在同日舉行，被認為是以公投資金為由繞過競選預算限制的一種藉口。公投提案也被認為具引導性及既定觀點。 

## 出口民調
根據IPSOS的出口民調，此次公投的投票率約40%。
| 提案              | 贊成 | 反對  |
| ----------------- | ---- | ----- |
| 1、國營企業私有化 | 2.5% | 97.5% |
| 2、提高退休年齡   | 4%   | 96%   |
| 3、拆除圍牆       | 2.2% | 97.8% |
| 4、接納移民       | 1.4% | 98.6% |

| 年龄       | 结果发现 |
| ---------- | -------- |
| 18 – 29    | 32.5%    |
| 30 – 39    | 40.3%    |
| 40 – 49    | 40.2%    |
| 50 – 59    | 45.7%    |
| 60岁及以上 | 40.6%    |